# Élections régionales de 2010 en Calabre
Les élections régionales de 2010 en Calabre (en italien : Elezioni regionali in Calabria del 2010) ont eu lieu le 29 mars 2010 afin d'élire le président et les 49 autres membres de la IXe législature du conseil régional de Calabre pour un mandat de cinq ans.

## Système électoral
La Calabre est une région italienne à statut simple. 
Le conseil régional ainsi que son président sont élus simultanément pour cinq ans au suffrage universel direct. Les 48 conseillers sont élus au scrutin proportionnel plurinominal avec listes ouvertes, vote préférentiel et seuil électoral de 8 %, tandis que le président est élu au scrutin uninominal majoritaire à un tour. Ce dernier se présente obligatoirement en tant que candidat d'une liste en lice pour le conseil régional, ce qui interdit de fait les candidatures sans étiquettes.
La liste du président élu reçoit d'emblée une prime majoritaire portant sa part des sièges à un minimum 55 % du total. Les sièges sont ensuite repartis à la proportionnelle aux différentes listes ayant franchi le seuil électoral, et à leurs candidats en fonction des votes préférentiels qu'ils ont recueillis. Le seuil de 8 % est abaissé à 4 % pour les listes se présentant au sein d'une coalition ayant elle-même franchie le seuil initial. Par ailleurs, le président élu et le candidat en deuxième place devient de droit membre du conseil, ce qui porte le total de conseillers à 50.

### Modalités
L'électeur vote sur un même bulletin pour un candidat à la présidence et pour la liste d'un parti. Il a la possibilité d'exprimer ce vote de plusieurs façons.
- Soit voter pour une liste, auquel cas son vote s'ajoute également à ceux pour le candidat à la présidence soutenu par la liste. Il a également la possibilité d'exprimer un vote préférentiel pour deux candidats de son choix sur la liste en écrivant leurs noms. Il ne doit dans ce cas pas écrire les noms de deux candidats de même sexe, ni un seul nom.

- Soit ne voter que pour un candidat à la présidence, auquel cas son vote n'est pas étendu à sa liste.

- Soit préciser son vote pour un candidat et pour une liste. Cette dernière doit cependant obligatoirement faire partie de celles soutenant le candidat choisi.

### Répartition des sièges
| Provinces                 | Sièges | +/-           |  |
| Catanzaro                 | 8      |               |  |
| Cosenza                   | 17     | en stagnation |  |
| Crotone                   | 5      | 1             |  |
| Reggio de Calabre         | 13     | 1             |  |
| Vibo Valentia             | 5      | 2             |  |
| Candidats à la présidence | 2      | 4             |  |
| Total                     | 50     | en stagnation |  |

## Résultats
|                                  |                                  |            |            |                      |                                         |                               |           |         |         |               |         |       |  |
| Présidence                       | Présidence                       | Présidence | Présidence | Présidence           | Conseil                                 | Conseil                       | Conseil   | Conseil | Conseil | Conseil       | Conseil | Total |  |
| Candidats                        | Candidats                        | Votes      | %          | Élus                 | Partis                                  | Partis                        | Votes     | %       | +/-     | Sièges        | +/-     | Total |  |
|                                  | Giuseppe Scopelliti (PdL)        | 614 584    | 57,76      | 1                    |                                         | Le Peuple de la Liberté (PdL) | 271 581   | 26,39   | 6,48    | 15            | 5       |       |  |
|                                  | Giuseppe Scopelliti (PdL)        | 614 584    | 57,76      | 1                    | Scopelliti pour la présidence           | 102 090                       | 9,92      | Nv.     | 6       | 6             |         |       |  |
|                                  | Giuseppe Scopelliti (PdL)        | 614 584    | 57,76      | 1                    | Union de centre (UdC)                   | 97 213                        | 9,44      | 0,95    | 6       | en stagnation |         |       |  |
|                                  | Giuseppe Scopelliti (PdL)        | 614 584    | 57,76      | 1                    | Ensemble pour la Calabre (NPSI-UDE-PRI) | 53 158                        | 5,16      | 8,89    | 2       | 5             |         |       |  |
|                                  | Giuseppe Scopelliti (PdL)        | 614 584    | 57,76      | 1                    | Socialistes unis (SU)                   | 33 000                        | 3,21      | Nv.     | —       | en stagnation |         |       |  |
|                                  | Giuseppe Scopelliti (PdL)        | 614 584    | 57,76      | 1                    | Noi Sud (NS)                            | 31 345                        | 3,05      | Nv.     | —       | en stagnation |         |       |  |
|                                  | Giuseppe Scopelliti (PdL)        | 614 584    | 57,76      | 1                    | Flamme tricolore (MSFT)                 | 4 136                         | 0,40      | Abs.    | —       | en stagnation |         |       |  |
| Total Centre-droit               | Total Centre-droit               | 614 584    | 57,76      | 1                    | 592 523                                 | 57,57                         | 19,01     | 29      | 10      | 30            |         |       |  |
|                                  | Agazio Loiero (PD)               | 342 773    | 32,22      | 1                    |                                         | Parti démocrate (PD)          | 162 081   | 15,75   | 14,27   | 10            | 4       |       |  |
|                                  | Agazio Loiero (PD)               | 342 773    | 32,22      | 1                    | Autonomie et Droits                     | 71 945                        | 6,99      | Nv.     | 4       | 4             |         |       |  |
|                                  | Agazio Loiero (PD)               | 342 773    | 32,22      | 1                    | Fédération de la gauche (FdS)           | 41 520                        | 4,03      | 1,13    | 2       | en stagnation |         |       |  |
|                                  | Agazio Loiero (PD)               | 342 773    | 32,22      | 1                    | Gauche avec Vendola (PSI-SEL)           | 38 581                        | 3,75      | Nv.     | —       | en stagnation |         |       |  |
|                                  | Agazio Loiero (PD)               | 342 773    | 32,22      | 1                    | Alliance pour la Calabre                | 23 106                        | 2,24      | Nv.     | —       | en stagnation |         |       |  |
|                                  | Agazio Loiero (PD)               | 342 773    | 32,22      | 1                    | Délier la Calabre                       | 21 145                        | 2,05      | Nv.     | —       | en stagnation |         |       |  |
| Total Centre-gauche              | Total Centre-gauche              | 342 773    | 32,22      | 1                    | 358 378                                 | 34,82                         | 25,87     | 16      | 9       | 17            |         |       |  |
|                                  | Filippo Callipo (IVC)            | 106 646    | 10,02      | —                    |                                         | Italie des valeurs (IdV)      | 55 370    | 5,38    | N/A     | 3             | 3       |       |  |
|                                  | Filippo Callipo (IVC)            | 106 646    | 10,02      | —                    | Je vis en Calabre (IVC)                 | 20 443                        | 1,99      | Nv.     | —       | en stagnation |         |       |  |
|                                  | Filippo Callipo (IVC)            | 106 646    | 10,02      | —                    | Liste Bonino-Pannella (LBP)             | 2 551                         | 0,25      | Nv.     | —       | en stagnation |         |       |  |
| Total Callipo pour la présidence | Total Callipo pour la présidence | 106 646    | 10,02      | —                    | 78 364                                  | 7,61                          | Nv.       | 3       | 3       | 3             |         |       |  |
|                                  |                                  |            |            |                      |                                         |                               |           |         |         |               |         |       |  |
| Votes valides                    | Votes valides                    | 1 064 003  | 95,13      |                      | Votes valides                           | Votes valides                 | 1 029 265 | 92,03   |         |               |         |       |  |
| Votes blancs et nuls             | Votes blancs et nuls             | 54 426     | 4,87       | Votes blancs et nuls | Votes blancs et nuls                    | 89 164                        | 7,97      |         |         |               |         |       |  |
| Total candidats                  | Total candidats                  | 1 118 429  | 100        | 2                    | Total partis                            | Total partis                  | 1 118 429 | 100     | -       | 48            | 4       | 50    |  |
| Abstentions                      | Abstentions                      | 768 649    | 40,73      |                      |                                         |                               |           |         |         |               |         |       |  |
| Inscrits/participation           | Inscrits/participation           | 1 887 078  | 59,27      |                      |                                         |                               |           |         |         |               |         |       |  |